# تیم ملی کریکت بنگلادش

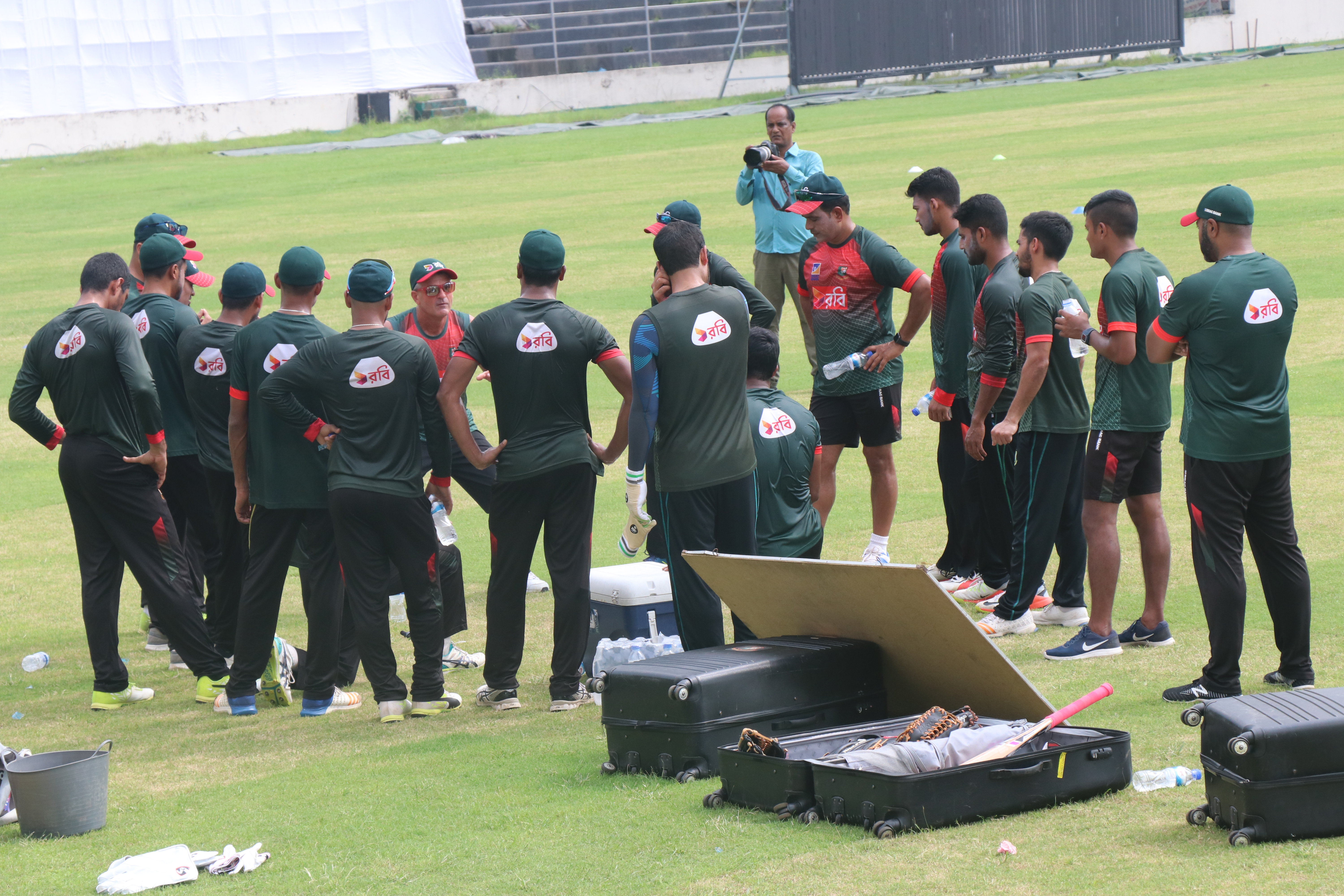
نمایی از تمرین تیم ملی کریکت مردان بنگلادش

تیم ملی کریکت مردان بنگلادش (بنگالی: বাংলাদেশ জাতীয় ক্রিকেট দল)، معروف به ببرها، توسط «هیئت کریکت بنگلادش» (BCB) اداره می‌شود. این تیم عضو کامل «شورای بین‌المللی کریکت» (ICC) با وضعیت آزمون یک‌روزه بین‌المللی (ODI) و T20 بین‌المللی (T20I) است. این تیم اولین مسابقه آزمایشی خود را در نوامبر ۲۰۰۰ برابر هند در داکا برگزار کرد و به دهمین کشور آزمون‌گر تبدیل شد.